# Diócesis de Metz
La diócesis de Metz (en latín: Dioecesis Metensis y en francés: Diocèse de Metz) es una circunscripción eclesiástica de la Iglesia católica en Francia. Se trata de una diócesis latina, inmediatamente sujeta a la Santa Sede. Desde el 23 de julio de 2022 su obispo es Philippe Ballot.

## Territorio y organización

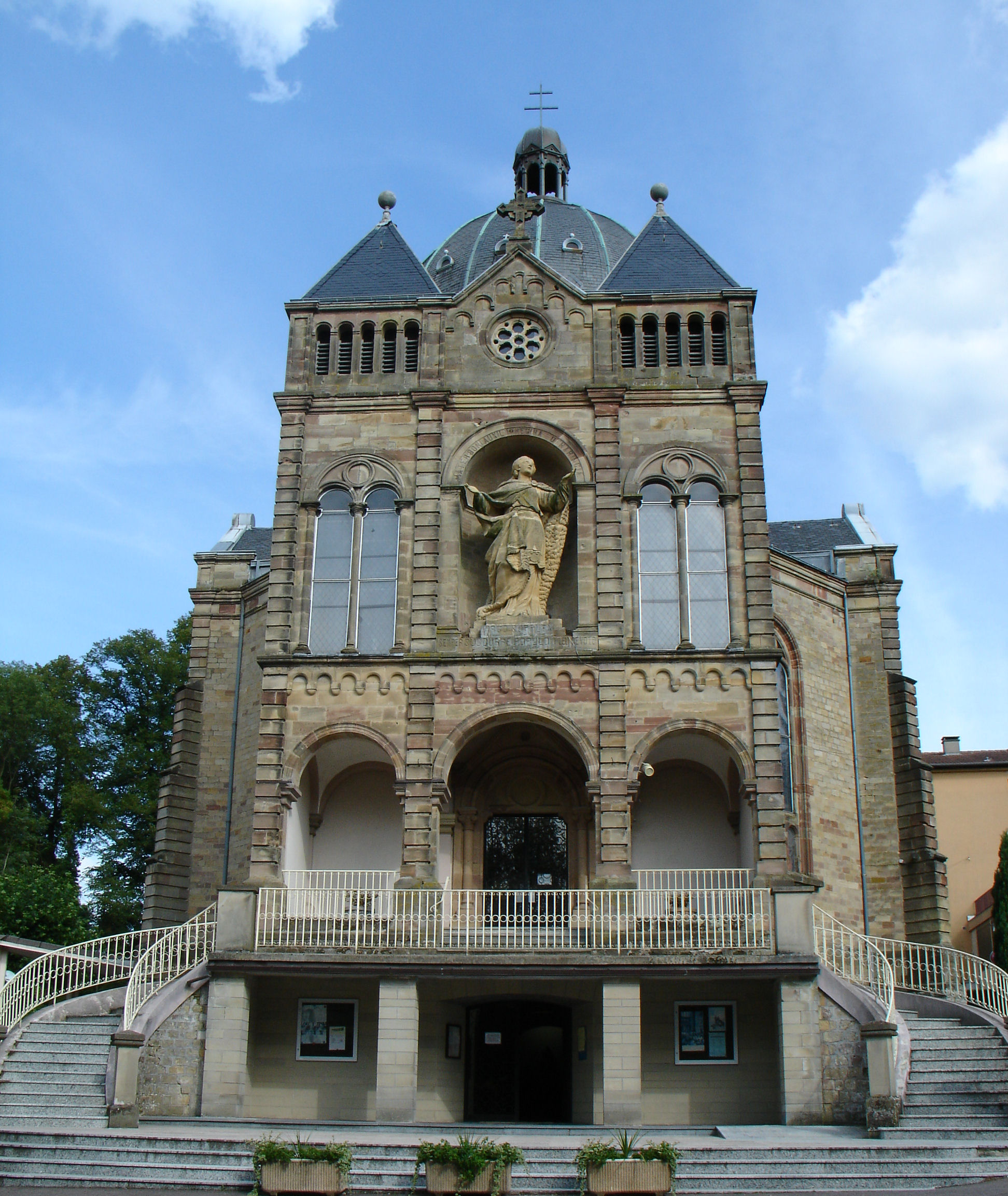
Iglesia abacial de San Nabor, en Saint-Avold

La diócesis tiene 6216 km² y extiende su jurisdicción sobre los fieles católicos de rito latino residentes en el departamento de Mosela en la región de Gran Este.

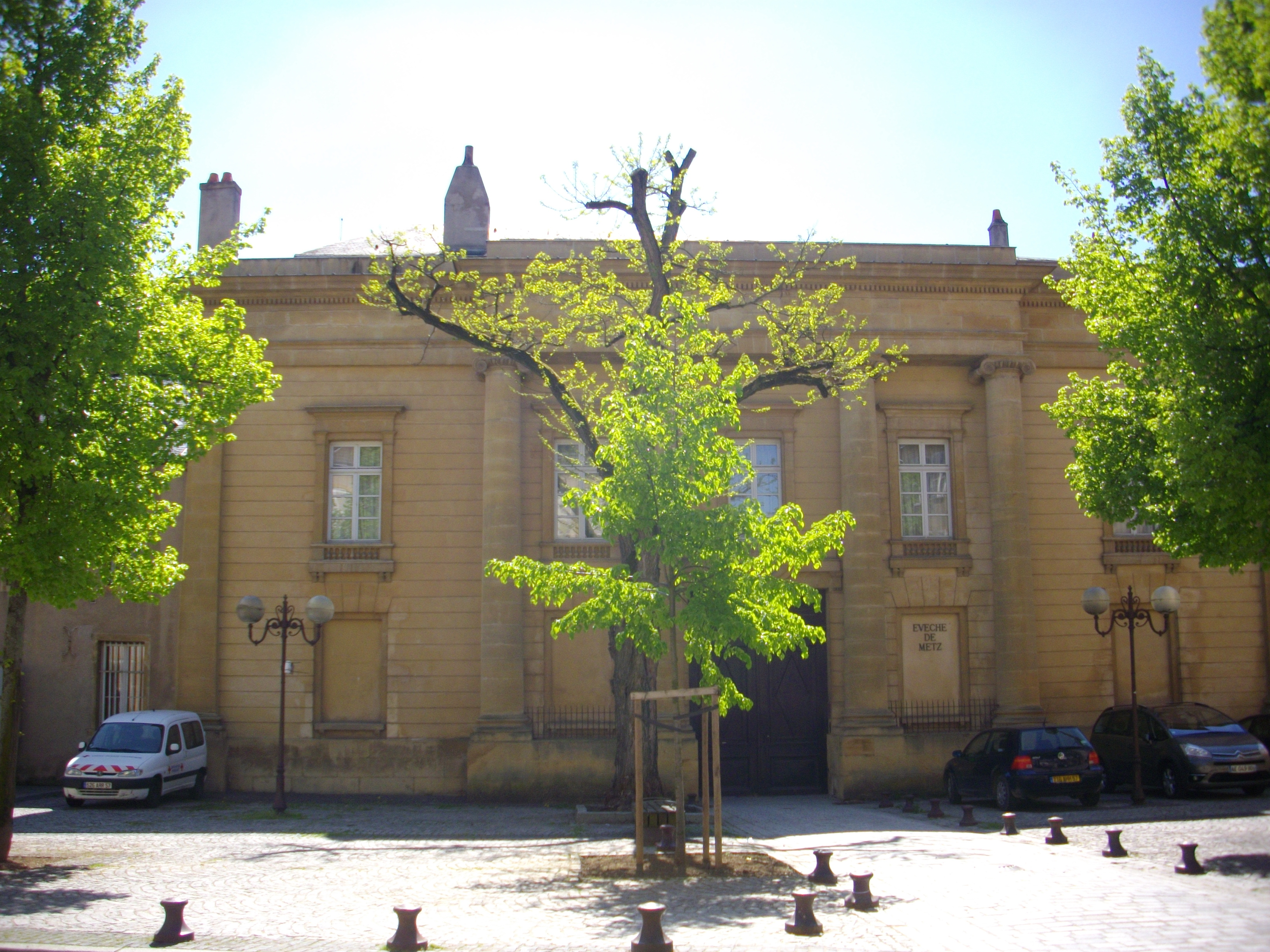
Actual palacio episcopal de Metz, ubicado en la antigua abadía de Sainte-Glossinde, fundada en el

La sede de la diócesis se encuentra en la ciudad de Metz, en donde se halla la Catedral de San Esteban. En Saint-Avold se encuentra la basílica de San Nabor.

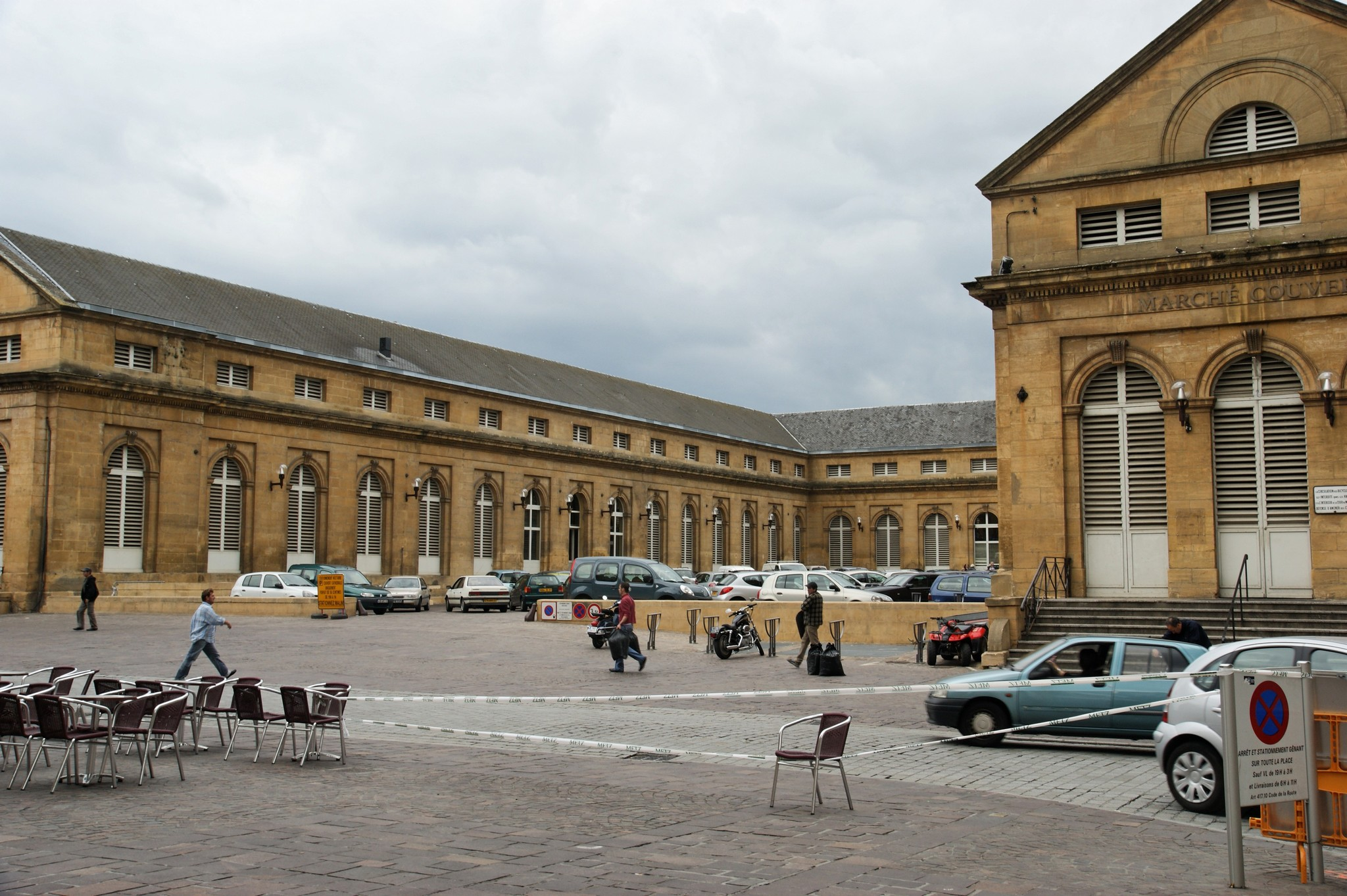
Antiguo palacio episcopal, iniciado en el, pero nunca terminado; incautado durante la Revolución francesa, se transformó en un mercado cubierto

En 2021 en la diócesis existían 649 parroquias agrupadas en 5 zonas (Metz, Thionville, Saint-Nabor, Château-Salins/Sarrebourg y Sarreguemines/Bitche) y 25 arciprestazgos.

## Historia
La diócesis de Metz fue erigida probablemente a finales del siglo III; la antigua tradición, atestiguada por los catálogos episcopales ya en el siglo VIII, reconoce a san Clemente como el primer obispo. Sin embargo, los primeros obispos no cuentan con testimonios históricos fiables, hasta que uno de los dos Vittorio, cuya firma se encuentra en el documento redactado en 346 con el que, en el pseudoconcilio de Colonia, un grupo de obispos tomó la decisión del Concilio de Sárdica como suya propia a favor de san Atanasio; y a Hesperio, que participó en el sínodo de Clermont en 535.
Divodurum fue la capital y centro administrativo del pueblo celta de los mediomátricos en la provincia romana de Galia Bélgica prima, como lo demuestra una Notitia Galliarum de principios del siglo V. Tanto desde el punto de vista religioso como civil, Metz dependía de la provincia eclesiástica de la arquidiócesis de Tréveris, sede metropolitana provincial.
Hacia finales del siglo VI el cristianismo logró extenderse y consolidarse: en esta época, las fundaciones monásticas se hicieron frecuentes en todo el reino franco.
Los siglos VIII y IX fueron una época de esplendor, especialmente durante los episcopados de san Crodegango y Drogo, hijo de Carlomagno, en los que se multiplicaron las parroquias y monasterios urbanos. Crodegango, legado papal para el reino de los francos, vinculó su nombre sobre todo a la institución de una regla canónica, a la reforma de la liturgia y de la música sacra.
A partir del año 945 los obispos de Metz ejercieron el poder temporal sobre la ciudad y el condado de Metz. A partir de 955 el feudo eclesiástico fue sustraído a la autoridad de los duques de Lorena y puesto bajo la protección directa del emperador, quien ejercía el derecho de elegir nuevos obispos junto con el capítulo.
En el siglo XII el obispo Bertram separó la administración espiritual de la temporal y concedió a la ciudad de Metz los privilegios de municipio libre, retirándose a Vic-sur-Seille, en una residencia construida en el feudo eclesiástico.
En 1224 Giovanni d'Aspromonte fue el primer obispo elegido exclusivamente por el capítulo.
Después de Jorge de Baden, fallecido en 1484, se eligieron obispos franceses hasta 1871. Hasta 1607, la sede episcopal siguió siendo prerrogativa de la casa de los duques de Lorena.
Después de la Paz de Westfalia de 1648, el territorio de Metz pasó a formar parte del Reino de Francia. Los reyes consideraron que el Concordato de Worms ya no era aplicable para la diócesis de Metz y en virtud del Concordato de Bolonia (1516) comenzaron a nombrar obispos, que sin embargo no fueron reconocidos por la Santa Sede. Esta situación conflictiva se resolvió en 1664 cuando el rey Luis XIV de Francia obtuvo del papa Alejandro VII el privilegio de nombrar a los obispos de Metz, privilegio confirmado en 1668.
En 1661, durante el episcopado de Franz Egon von Fürstenberg, se estableció el seminario diocesano; el edificio actual fue construido durante el episcopado de Claude de Saint Simon en 1745-1748; el propio obispo asumió el título de príncipe-obispo en 1736.
Durante la Revolución francesa el último príncipe-obispo, el cardenal Louis-Joseph de Montmorency-Laval (1761-1802) tuvo que abandonar su sede para huir a Alemania.
Tras el concordato, con la bula Qui Christi Domini del 29 de noviembre de 1801 la diócesis adquirió una nueva fisonomía, con un territorio compuesto por los departamentos de Mosela, Ardenas y Bosques (correspondientes en gran parte a Luxemburgo), y al mismo tiempo se convirtió en sufragánea de la arquidiócesis de Besanzón. El obispo Pierre-François Bienaymé dividió administrativamente la diócesis en 90 parroquias y 1251 parroquias auxiliares.
El proyecto de concordato de 1817 preveía la reducción del territorio diocesano únicamente al departamento de Mosela, pero este proyecto no llegó a buen término. En 1821, con la bula De salute animarum, las 130 parroquias en el territorio prusiano fueron cedidas a la diócesis de Tréveris. En 1822 el departamento de las Ardenas fue anexado a la restaurada arquidiócesis de Reims. Al año siguiente, el territorio diocesano de Metz se redujo aún más con la cesión del antiguo departamento de Forêts a la diócesis de Namur. Tras estos cambios territoriales, la diócesis quedó con 30 parroquias y 418 parroquias auxiliares.
En 1871, tras la guerra franco-prusiana de 1870, la diócesis pasó a formar parte del Imperio alemán. Sin embargo, debido a un acuerdo tácito entre Alemania y la Santa Sede, las disposiciones cultuales del concordato de 1801 se mantuvieron sin cambios. Al mismo tiempo, la diócesis adquirió los distritos de Sarreburgo y Château-Salins, que pasaron a ser alemanes y habían pertenecido a la diócesis de Nancy; a cambio cedió el distrito de Briey, que había permanecido francés, a la misma diócesis.
El 14 de junio de 1874, en virtud del decreto Rem in ecclesiastica de la Congregación Consistorial, la diócesis quedó inmediatamente sujeta a la Santa Sede. Posteriormente, el Kulturkampf provocó la desaparición de muchas de las instituciones católicas de Metz.
Después de la Primera Guerra Mundial el territorio de Lorena volvió a Francia: a causa de esto, el obispo, de origen alemán, Willibrord Benzler, tuvo que dimitir.
Por su particular evolución histórica, a diferencia del resto del territorio nacional, donde está vigente el régimen de separación entre Estado e Iglesia, en la diócesis de Metz sigue vigente el concordato de 1801. Esto implica, por ejemplo:
- que los obispos de esta sede son nombrados por el presidente de la República Francesa y reciben institución canónica de la Santa Sede; la fecha oficial del nombramiento es la de la publicación conjunta en el Diario Oficial de la República Francesa y en el Osservatore Romano;
- que la enseñanza religiosa es obligatoria en las escuelas primarias y secundarias;
- que los sacerdotes de la diócesis reciban del Estado un salario comparable al de los empleados públicos de categoría A.

## Estadísticas
Según el Anuario Pontificio 2022 la diócesis tenía a fines de 2021 un total de 805 250 fieles bautizados.
| Año                                                                             | Población            | Población | Población      | Sacerdotes | Sacerdotes    | Sacerdotes    | Bautizados por sacerdote | Diáconos permanentes | Religiosos | Religiosos | Parroquias |
| Año                                                                             | Bautizados católicos | Total     | % de católicos | Total      | Clero secular | Clero regular | Bautizados por sacerdote | Diáconos permanentes | Varones    | Mujeres    | Parroquias |
| ------------------------------------------------------------------------------- | -------------------- | --------- | -------------- | ---------- | ------------- | ------------- | ------------------------ | -------------------- | ---------- | ---------- | ---------- |
| 1950                                                                            | 660 000              | 705 000   | 93.6           | 1056       | 860           | 196           | 625                      |                      | 196        | 2996       | 660        |
| 1970                                                                            | 860 000              | 994 081   | 86.5           | 972        | 777           | 195           | 884                      |                      | 341        | 2144       | 770        |
| 1980                                                                            | 912 000              | 1 019 000 | 89.5           | 804        | 655           | 149           | 1134                     | 3                    | 273        | 1614       | 683        |
| 1990                                                                            | 826 000              | 1 027 000 | 80.4           | 616        | 497           | 119           | 1340                     | 18                   | 205        | 1292       | 686        |
| 1999                                                                            | 848 000              | 1 047 000 | 81.0           | 507        | 424           | 83            | 1672                     | 43                   | 156        | 950        | 649        |
| 2000                                                                            | 853 000              | 1 053 000 | 81.0           | 504        | 418           | 86            | 1692                     | 45                   | 152        | 920        | 649        |
| 2001                                                                            | 829 000              | 1 023 447 | 81.0           | 499        | 418           | 81            | 1661                     | 49                   | 146        | 891        | 659        |
| 2002                                                                            | 829 000              | 1 023 447 | 81.0           | 466        | 390           | 76            | 1778                     | 48                   | 140        | 849        | 649        |
| 2003                                                                            | 829 000              | 1 023 447 | 81.0           | 467        | 395           | 72            | 1775                     | 49                   | 131        | 826        | 649        |
| 2004                                                                            | 829 000              | 1 023 447 | 81.0           | 443        | 381           | 62            | 1871                     | 49                   | 116        | 758        | 649        |
| 2013                                                                            | 813 000              | 1 045 066 | 77.8           | 363        | 325           | 38            | 2239                     | 54                   | 109        | 556        | 649        |
| 2016                                                                            | 813 560              | 1 046 873 | 77.7           | 311        | 273           | 38            | 2615                     | 54                   | 84         | 512        | 649        |
| 2019                                                                            | 833 550              | 1 072 610 | 77.7           | 292        | 255           | 37            | 2854                     | 52                   | 84         | 421        | 649        |
| 2021                                                                            | 805 250              | 1 036 000 | 77.7           | 275        | 242           | 33            | 2928                     | 49                   | 79         | 402        | 649        |
| Fuente: Catholic-Hierarchy, que a su vez toma los datos del Anuario Pontificio. |                      |           |                |            |               |               |                          |                      |            |            |            |

## Episcopologio
El catálogo episcopal más antiguo de Metz está contenido en el sacramentario de Drogo de Metz y fue escrito en verso alrededor de 776 durante el episcopado de Angilramno de Metz. Posteriormente, a partir de este catálogo original, se escribieron otros catálogos que actualizaban el original añadiendo las fechas de fallecimiento (siglo IX) y los años totales de episcopado (siglo XI).
- San Clemente † (fines del siglo III)
- San Celeste †
- San Felice I †
- San Paziente †
- San Vittore I †
- San Vittore II † (mencionado en 346)[nota 2]
- San Simeone †
- Sabbazio †
- San Rufo †
- San Adelfo †
- San Firmino †
- Leonzio †
- San Autore † (mencionado en 451)[nota 3]
- San Epilecio †
- San Urbicio †
- San Bonolo †
- San Terenzio †
- San Gosselino †
- San Romano †
- San Fronimio †
- San Grammazio †
- San Agatimbero †
- Esperio † (mencionado en 535)
- San Villico † (mencionado en 550 circa)
- San Pietro † (mencionado antes del 581)
- Aigulfo o Agiulfo † (mencionado en 601)
- San Arnoaldo †
- San Pappolo †
- San Arnolfo † (después del 8 de octubre de 614[nota 4]-después de 627 renunció)
- San Goerico † (circa 627-después de 636)
- San Godo † (mencionado en 645/650)
- San Clodolfo † (mencionado en 659)
- San Abbone † (antes de 667-después de 693 o 694)
- San Aptato † (primera mitad del siglo VIII)
- San Felice II † (primera mitad del siglo VIII)
- San Sigibaldo † (?-26 de octubre circa 741 falleció)
- San Crodegango † (30 de septiembre de 742 consagrado-6 de marzo de 766 falleció)
  - Sede vacante (766-768)
- San Angilramo † (25 de septiembre de 768-26 de octubre de 791 falleció)
  - Sede vacante (791-815)
- San Gondolfo † (inicios de 816-7 de septiembre de 822 falleció)
- Drogo † (30 de junio de 823 consagrado-8 de diciembre de 855 falleció)
  - Sede vacante (855-858)
- Avvenzio † (7 de agosto de 858 consagrado-31 de agosto de 875 falleció)
- Guala † (marzo o abril de 876-11 de abril de 882 falleció)
- Roberto I † (22 de abril de 883 consagrado-2 de enero de 917 falleció)
- Vigerico † (enero de 917-19 de febrero[nota 5] 927 falleció)
- Venerabile Benno de Einsiedeln † (927-929 renunció)
- Adalberone I de Bari † (929-25 o 26 de abril de 964 falleció)
- Teodorico I † (diciembre de 964-7 de septiembre de 984 falleció)
- Adalberone II de la Alta Lorena † (16 de octubre de 984 consagrado-14 de diciembre de 1005 falleció)
- Teodorico II de Luxemburgo † (1006-29 de abril de 1047 falleció)
- Adalberone III de Luxemburgo † (1047-12 de noviembre de 1072 falleció)
- Ermanno † (1073-4 de mayo de 1090 falleció)
  - Burcardo † (1090) (obispo electo)
- Poppone de Borgoña† (1090-1103 falleció)
- Adalberone IV † (1103-1117 depuesto)
- Théoger de San Giorgio † (1118-29 de abril de 1120 falleció)
- Étienne de Bari † (1120-29 de diciembre de 1163 falleció)
- Thierry III de Bari † (1164-8 de agosto de 1171 falleció)
  - Hugues de Clermont † (1171) (obispo electo)
- Frédéric de Pluyvoise † (2 de septiembre de 1171-1173 depuesto)
- Thierry IV de Lorena † (1173-1179 depuesto)
- Bertram † (13 de abril de 1180-6 de abril de 1212 falleció)
- Corrado III de Scharfenberg † (antes del 23 de enero de 1213-24 de marzo de 1224 falleció)
- Giovanni d'Aspromonte † (17 de noviembre de 1224-10 de diciembre de 1238 falleció)
- Jacques de Lorena † (enero de 1239-24 de octubre de 1260 falleció)
- Philippe de Lorena-Florenges † (1261-1264 renunció)
- Guillaume de Traisnel † (12 de febrero de 1264-4 de enero de 1269 falleció)
- Laurent de Leistenberg † (1270-1279 falleció)
- Jean delle Fiandre † (7 de octubre de 1279-9 de junio de 1282 nombrado obispo de Lieja)
- Bouchard de Avesnes-Hennegau † (9 de junio de 1282-29 de noviembre de 1296 falleció)
- Gérard de Rehlingen † (24 de abril de 1297-30 de junio de 1302 falleció)
- Renaud de Bari † (19 de septiembre de 1302-4 de mayo de 1316 falleció)
- Enrico de la Tour-du-Pin † (4 de mayo de 1319-dopo il 24 de noviembre de 1324 renunció)
- Louis de Poitiers-Valentinois † (26 de agosto de 1325-17 de agosto de 1327 falleció)
- Aymar Adhémar de Monteil de La Garde † (21 de agosto de 1327-12 de mayo de 1361 falleció)
- Jean III de Vienne † (15 de noviembre de 1361-13 de agosto de 1365 nombrado obispo de Basilea)
- Thierry V Bayer de Boppard † (13 de agosto de 1365-18 de enero de 1383 falleció)
- Beato Pierre de Luxemburgo † (10 de febrero de 1384-5 de julio de 1387 renunció)
- Raoul de Coucy † (13 de agosto de 1387-20 de marzo de 1415 nombrado obispo de Noyon)
- Conrad II Bayer de Boppard † (20 de marzo de 1415-20 de abril de 1459 falleció)
- Georges de Baden † (2 de julio de 1459-11 de octubre de 1484 falleció)
- Enrico de Lorena-Vaudémont † (16 de mayo de 1485-26 de julio de 1501 renunció)
  - Enrico de Lorena-Vaudémont † (26 de julio de 1501-20 de octubre de 1505 falleció) (administrador apostólico)[nota 6]
- Jean de Lorena † (20 de octubre de 1505-10 de mayo de 1550 falleció)[nota 7]
- Charles de Lorena I † (10 de mayo de 1550 por sucesión-22 de abril de 1551 renunció)
  - Robert de Lénoncourt † (22 de abril de 1551-septiembre de 1553 renunció) (administrador apostólico)
- François Beaucaire de Péguillon † (16 de diciembre de 1555-1568 renunció)
- Louis de Guisa † (2 de junio de 1568-29 de marzo de 1578 falleció)
- Charles de Lorena II † (18 de julio de 1578-24 de noviembre de 1607 falleció)
- Anne de Perusse d'Escars de Giury, O.S.B. † (10 de septiembre de 1608-19 de abril de 1612 falleció)[nota 8]
  - Gaston-Henri de Bourbon-Verneuil † (1612-1652 renunció) (obispo electo)[nota 9]
  - Giulio Mazzarino † (1653-1658 renunció) (obispo electo)
  - Franz Egon von Fürstenberg † (1658-30 de julio de 1663 nombrado obispo de Estrasburgo) (obispo electo)
  - Wilhelm Egon von Fürstenberg † (1663-1669 renunció) (obispo electo)
- Georges d'Aubusson de la Feuillade † (3 de junio de 1669-12 de mayo de 1697 falleció)
- Henri Charles du Cambout de Coislin † (11 de noviembre de 1697-28 de noviembre de 1732 falleció)
- Claude de Saint Simon † (15 de febrero de 1734-28 de febrero de 1760 falleció)
- Louis-Joseph de Montmorency-Laval † (6 de abril de 1761-1801 depuesto)[nota 10]
- Pierre-François Bienaymé † (4 de mayo de 1802-9 de febrero de 1806 falleció)
- Gaspard-Jean-André Jauffret † (26 de agosto de 1806-12 de mayo de 1823 falleció)
- Jacques-François Besson † (24 de noviembre de 1823-23 de julio de 1842 falleció)
- Paul Dupont des Loges † (27 de enero de 1843-18 de agosto de 1886 falleció)
- François Fleck † (18 de agosto de 1886 por sucesión-28 de octubre de 1899 falleció)
- Karl Heinrich Johannes Willibrord Benzler, O.S.B. † (21 de septiembre de 1901-31 de julio de 1919 renunció[nota 11])
- Jean-Baptiste Pelt † (1 de agosto de 1919-10 de septiembre de 1937 falleció)
- Joseph-Jean Heintz † (4 de marzo de 1938-30 de noviembre de 1958 falleció)
- Paul Joseph Schmitt † (30 de noviembre de 1958 por sucesión-1987 retirado)
- Pierre Raffin, O.P. † (4 de agosto de 1987-27 de septiembre de 2013 retirado)
- Jean-Christophe André Robert Lagleize (27 de septiembre de 2013-13 de agosto de 2021 renunció)[nota 12]
- Philippe Ballot, desde el 23 de julio de 2022